# Heribert Schneller
Heribert Schneller (también escrito como Herbert; 15 de marzo de 1901-10 de enero de 1967) fue un astrónomo alemán, prolífico buscador de estrellas variables.

## Semblanza
Scheneller trabajó primero en el Observatorio de Berlín Babelsberg, institución desde la que pasó al Observatorio de Sonneberg, y finalmente al Observatorio Astrofísico de Potsdam. Publicó numerosos catálogos y artículos dedicados a las estrellas variables, entre los que destaca su descubrimiento en colaboración con Josef Hopmann en 1931-1932, de que Azaleh es una estrella binaria eclipsante.
Fue miembro de la Unión Astronómica Internacional, perteneciendo a la comisión organizadora del 42 Comité sobre Estrellas Binarias Cercanas en 1964-1967.

## Publicaciones
Scheneller escribió una serie de obras centradas en las estrellas variables. Su trabajo más destacado es "Geschichte und Literatur des Lichtwechsels der veränderlichen Sterne" (Historia y Literatura de las estrellas variables), del que se publicaron 17 ediciones entre 1934 y 1963.

## Eponimia
- El cráter lunar Schneller lleva este nombre en su memoria.[6]
- El asteroide (1782) Schneller también conmemora su nombre.[7]